# Faux Carpocapse
Thaumatotibia leucotreta
Espèce
Le Faux carpocapse (Thaumatotibia leucotreta) est une espèce de lépidoptères de la famille des tortricidae, dont la larve attaque notamment les agrumes sur le continent africain.

## Biologie
La femelle peut pondre de 10 à 250 œufs qui mettront entre 2 et 22 jours à éclore. Les larves creusent ensuite un trou d'un millimètre de diamètre dans le fruit et s'enfoncent de plus en plus dans la pulpe. Ce stade dure de 12 à 67 jours. Les chenilles sortent ensuite du fruit et en longeant l'écorce de l'arbre descendent jusqu'au sol. Les chenilles se métamorphosent à l'intérieur d'un cocon de soie, stade qui dure entre 11 et 47 jours. Les papillons adultes ne sont actifs que la nuit et vivent entre 15 et 70 jours.